# Costa Azul (Salvador)
O Costa Azul é um bairro soteropolitano, situado entre a Pituba, o STIEP, a Boca do Rio e as praias de Jardim de Alah e Armação.

## História
O Costa Azul antes era chamado de praia do Chega Nego, pois os portugueses desembarcavam os negros nessa área e quando eles fugiam se escondiam no norte do lugar em que hoje é o bairro. Tempos depois, fez parte do bairro da Pituba até construírem o Clube Costa Azul. Assim esse pequeno bairro foi chamado de costa azul.
Curiosamente a denominação de Costa Azul para essa região da Cidade do Salvador, nasceu no início do ano de 1974, quando um grupo de condôminos do Ed. Pedra de Allah I, localizado na rua Dr. Boureau (anteriormente chamada de Rua dos Maçons), após o recebimento de seus imóveis, em primeira reunião resolveram adotar um nome mais curto para identificar as correspondências que iriam passar a receber. Essa região faz parte de um dos loteamentos mais antigos que deram origem à Pituba, que surge do "Loteamento Cidade da Luz". Já essa outra região, além do Rio Camarajipe ou Camarogipe, oficialmente passou a ser o "Loteamento ampliação Cidade da Luz". Em votação e para se diferenciarem do STIEP, cuja formação se deu por conta do conjunto formado por trabalhadores sindicalizados da Petrobrás, decidiram adotar para o bairro o mesmo nome de um clube social que já existia no local e que mais tarde foi desativado, desapropriado para pagamento de dívidas com o município, dando lugar ao atual Parque do Costa Azul. Esse bairro já foi moradia de figuras ilustres, tais como, o compositor e cantor Gilberto Gil que morava em uma casa na  Rua Vicente Batalha,n° 1 cruzamento com a rua frontal ao Parque. "Perna" Fróes, pianista de estrelas como Maria Bethânia, Cauby Peixoto e outros,  que depois abandona essa carreira para dedicar-se á medicina. Ele também participou dessa reunião que cria o Costa Azul, pois era um dos moradores do Pedra de Allah.

### Crescimento
Cresceu consideravelmente nas últimas duas décadas, recebendo uma série de melhoramentos e procedimentos urbanísticos. O mais destacado deles foi a construção do Parque Costa Azul, no local onde se localizavam as marginalizadas ruínas do antigo Clube Costa Azul.
Dentre os melhoramentos, destaque para os diversos colégios do bairro, como o Colégio Estadual Thales de Azevedo e os privados Cândido Portinari, Gênesis e EDEM.

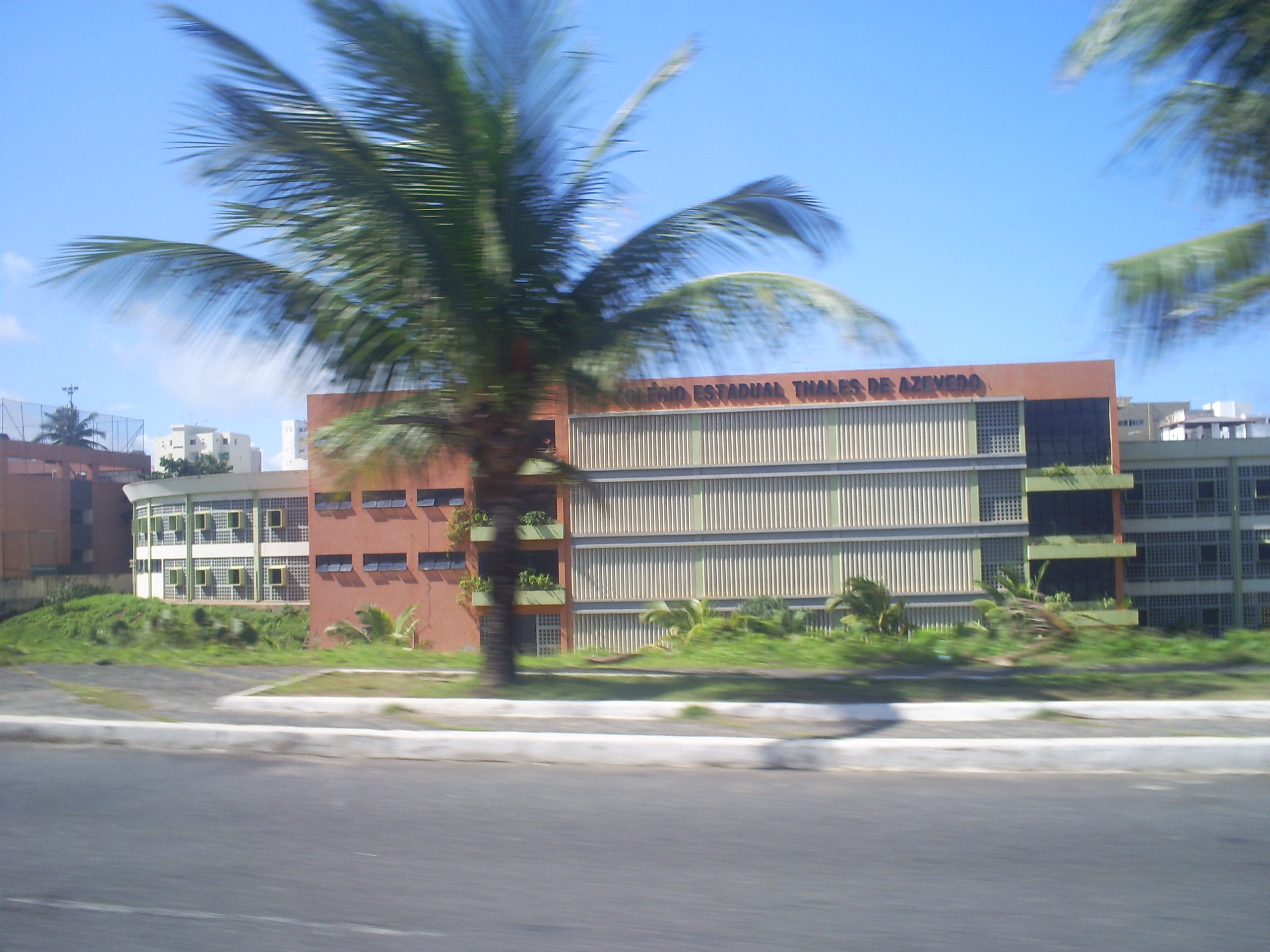
O colégio público estadual Thales de Azevedo.

Há uma agência da Caixa Econômica, HiperBompreço, G.Barbosa e Pão de Açúcar, uma concessionária de veículos VW, uma unidade do McDonald's, dois laboratórios de análises clínicas, a graciosa loja de produtos naturais, esotéricos, decoração ABAFU Vida Natural, loja de colchões, Templo Evangélico e salões de beleza.
No bairro encontra-se boa diversidade de academias desportivas e um importante clube, o Baneb, que no entanto, fechou as portas em 2012. Uma pesquisa feita pelo jornal Correio em 2016 indicou que o bairro tem o segundo melhor preço de aluguel de imóvel em Salvador.

### Segurança
Em 2015 moradores do Costa Azul disseram à Rádio Metrópole que o bairro se tornou propício a criminalidade, citando falta de policiamento, imóveis abandonados sendo invadidos por moradores de rua, roubo de carros e tráfico de drogas.